# Министр национальной инфраструктуры, энергетики и водоснабжения Израиля
Министр энергетики и водоснабжения Израиля (ивр. שר התשתיות הלאומיות האנרגיה והמים‎) является политическим руководителем Министерства национальной инфраструктуры, энергетики и водоснабжения Израиля. 
С 1977 до 1996 должность носила наименование министр энергетики и инфраструктуры (ивр.  שר האנרגיה והתשתיות‎), а с 1996 по конец 2011 года — министр национальной инфраструктуры (ивр. שר התשתיות הלאומיות‎). В настоящее время министром является Узи Ландау из партии Наш дом Израиль. В декабре 2011 года министерство было переименовано в Министерство энергетики и водоснабжения (дословно: «Министерство энергии и воды»), а в сентябре 2013 года — в Министерство национальной инфраструктуры, энергетики и водоснабжения.
Эта должность введена взамен должности Министра развития Израиля, упразднённой в 1974.

## Список министров энергетики и водоснабжения Израиля
| Министр              | Партия          | Правительство (порядковый номер Кабинета) | Пребывание в должности             |
| -------------------- | --------------- | ----------------------------------------- | ---------------------------------- |
| Ицхак Модаи          | Ликуд           | 18                                        | 20 июня 1977 — 5 августа 1981      |
| Ицхак Берман         | Ликуд           | 19                                        | 5 августа 1981 — 30 сентября 1982  |
| Ицхак Модаи          | Ликуд           | 19-20                                     | 19 октября 1982 — 13 сентября 1984 |
| Моше Шахаль          | Маарах          | 21-23                                     | 13 сентября 1984 — 15 марта 1990   |
| Юваль Неэман         | Тхия            | 24                                        | 11 июня 1990 — 21 января 1992      |
| Амнон Рубинштейн     | Мерец           | 25                                        | 13 июля 1992 — 7 июня 1993         |
| Моше Шахаль          | Авода           | 25                                        | 7 июня 1993 — 9 января 1995        |
| Гонен Сегев          | Иуд             | 25-26                                     | 9 января 1995 — 18 июня 1996       |
| Ицхак Леви           | МАФДАЛ          | 27                                        | 18 июня 1996 — 8 июля 1996         |
| Ариэль Шарон         | Ликуд           | 27                                        | 8 июля 1996 — 6 июля 1999          |
| Эли Свиса            | ШАС             | 28                                        | 6 июля 1999 — 11 июля 2000         |
| Авраам Шохат         | Единый Израиль  | 28                                        | 11 октября 2000 — 7 марта 2001     |
| Авигдор Либерман     | Наш дом Израиль | 29                                        | 7 марта 2001 — 14 марта 2002       |
| Эфи Эйтам            | МАФДАЛ          | 29                                        | 18 сентября 2002 — 28 февраля 2003 |
| Йосеф Парицкий       | Шинуй           | 30                                        | 28 февраля 2003 — 13 июля 2004     |
| Элиэзер Зандберг     | Шинуй           | 30                                        | 19 июля 2004 — 4 декабря 2004      |
| Биньямин Бен-Элиэзер | Авода           | 30                                        | 10 января 2005 — 23 ноября 2005    |
| Рони Бар-Он          | Кадима          | 30                                        | 18 января 2006 — 4 мая 2006        |
| Биньямин Бен-Элиэзер | Авода           | 31                                        | 4 мая 2006 — 31 марта 2009         |
| Узи Ландау           | Наш дом Израиль | 32                                        | 31 марта 2009 — 18 марта 2013      |
| Сильван Шалом        | Ликуд           | 33                                        | 18 марта 2013 — 14 мая 2015        |
| Юваль Штайниц        | Ликуд           | 33-35                                     | 14 мая 2015 — 13 июня 2021         |
| Карин Эльхарар       | Еш Атид         | 36                                        | 13 июня 2021 — 29 декабря 2022     |
| Исраэль Кац          | Ликуд           | 37                                        | 29 декабря 2022 — настоящее время  |